# Pałac w Krzyżanowicach
Pałac w Krzyżanowicach – zabytkowy pałac w Krzyżanowicach, w powiecie raciborskim, w województwie śląskim.

## Historia
Neogotycki pałac zbudowany w 1700  na rzucie prostokąta przez hrabiego Jana Bernarda Praschma, a po jego śmierci w 1708 przeszedł na własność barona Karola Gabriela von Wengerskiego. Od 22 listopada 1775 gospodarzem pałacu została rodzina Lichnowskich, posiadająca liczne majątki w okolicy Raciborza, Karniowa i na ziemi opawskiej. Dzięki nowym właścicielom, którzy utrzymywali kontakty z największymi kompozytorami, w pałacu gościli wybitni goście, m.in. w latach 1794-1796 przebywał tu Ludwig van Beethoven, a w latach 1843-1848 Ferenc Liszt.
W 1856, za sprawą księcia Karola von Lichnowskiego, pałac został przebudowany w stylu neogotyckim, wzniesiono także murowaną bramę wjazdową. Herb Karola znajduje się w lewym łuku potrójnego portalu do sali rycerskiej, natomiast w prawym łuku jest herb von Werdenberg. W 1860 podczas przebudowy pałacu w jego południowo-wschodnim narożu wzniesiono okrągłą wieżę i salę rycerską, która obecnie pełni rolę kaplicy. W trzech pozostałych narożach ulokowano ośmioboczne baszty. Autorem projektu przebudowy był niemiecki architekt Carl Lüdecke. Budynek wzbogacono wówczas także o ryzality, neogotyckie schodkowe szczyty, ostre łuki, załamujące się nadokienniki oraz charakterystyczne dla angielskiego cottage style kominy.
W 1930 książę Wilhelm von Lichnowski sprzedał posiadłość siostrom ze Zgromadzenia [[Franciszkanki}Franciszkanek]], które założyły w nim klasztor i dom opieki. Franciszkanki do dziś sprawują pieczę nad pałacem.
Pałac wpisano jest do rejestru zabytków w 1965, a park wokół pałacu – w 2022.

## Galeria

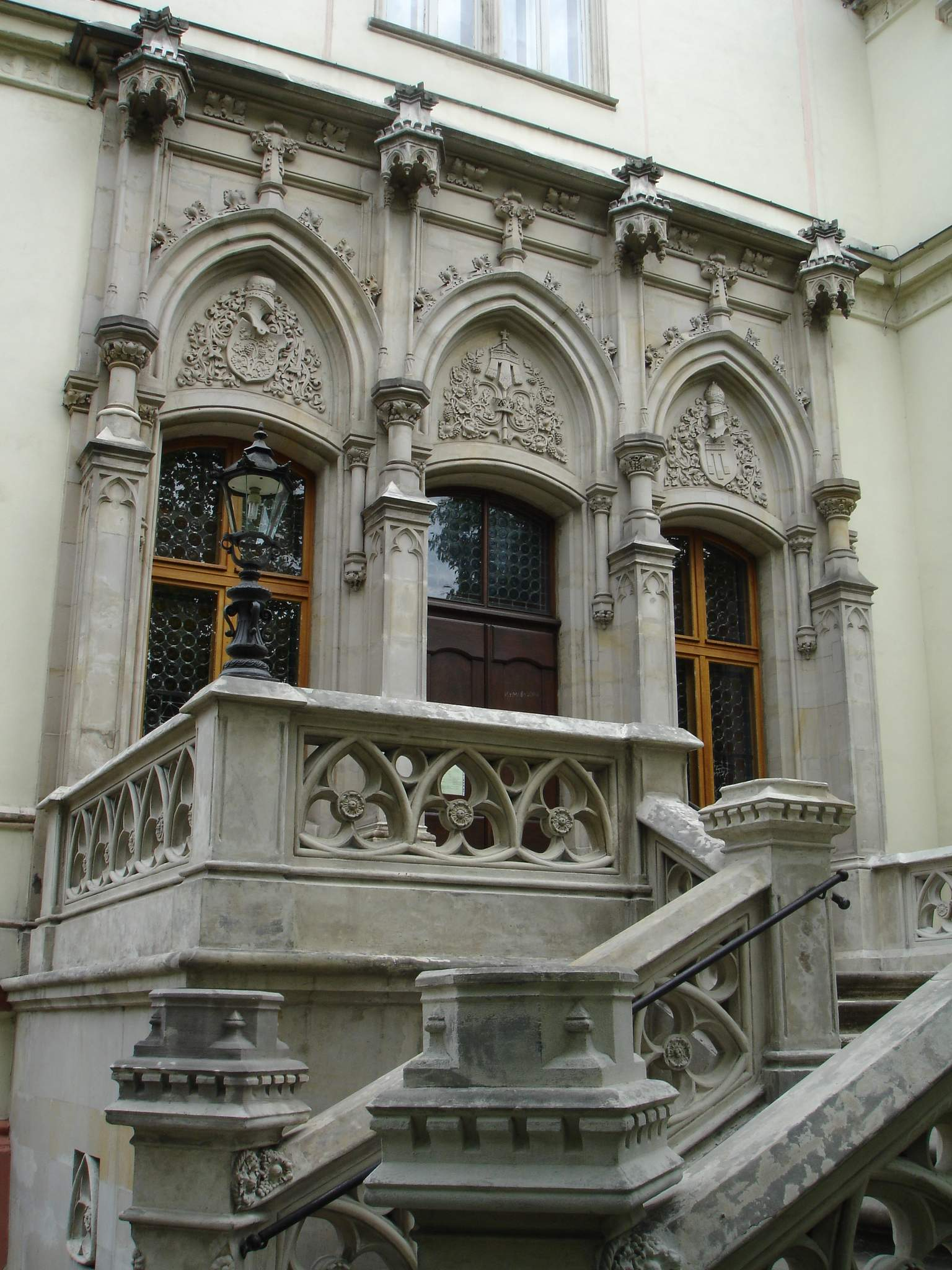
Neogotycki portal z herbami
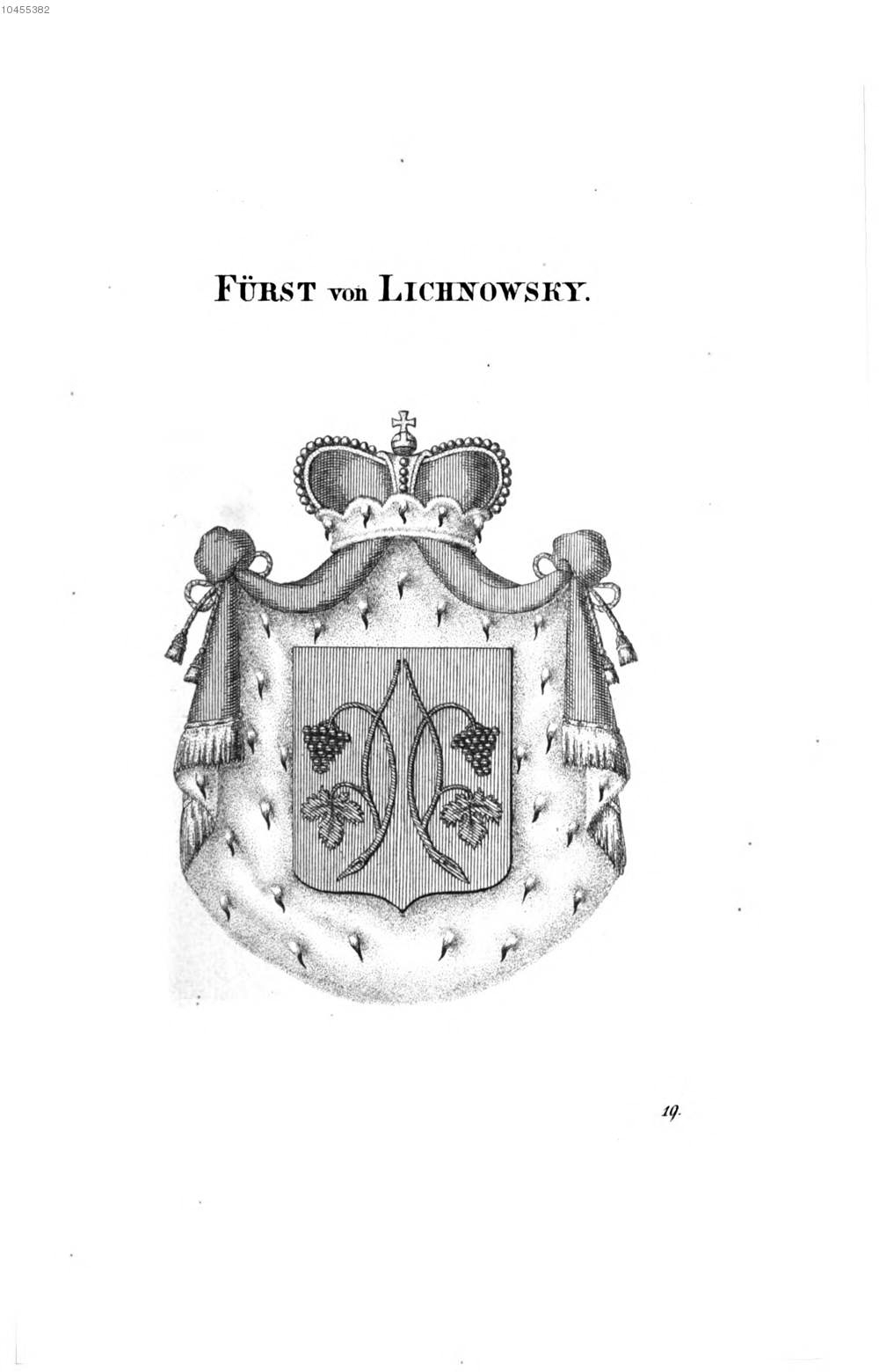
Herb Karola von Lichnowskiego
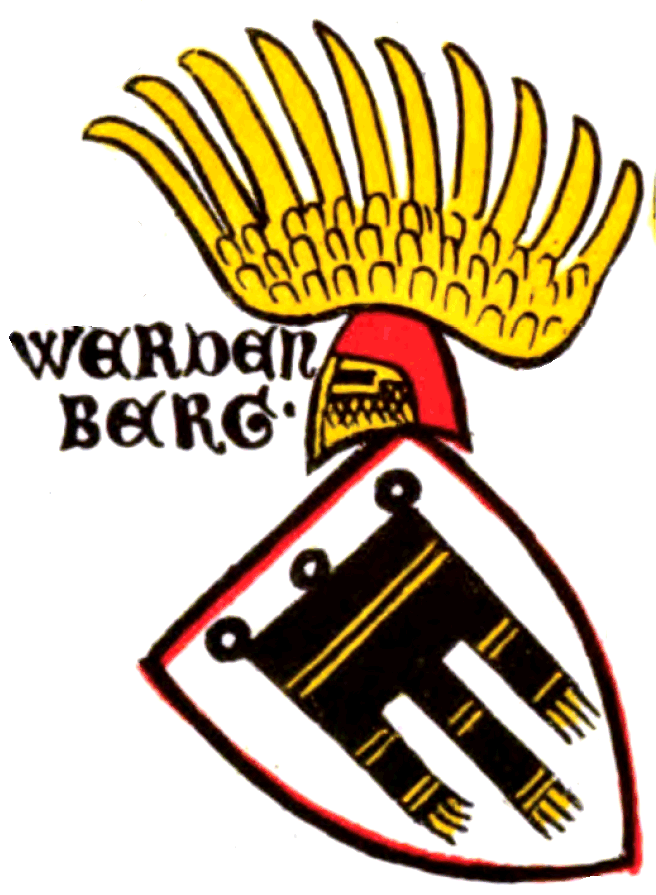
Herb Werdenberg
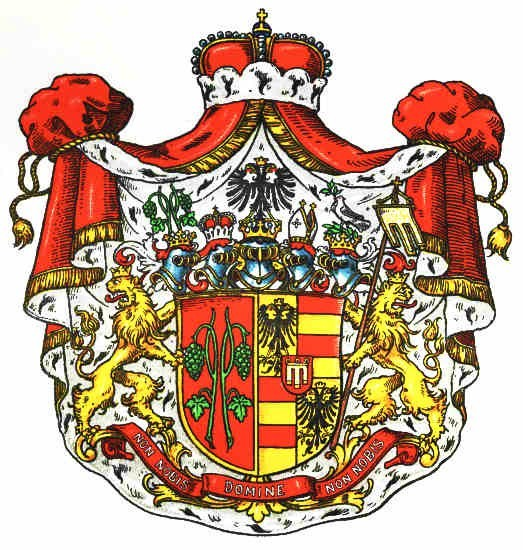
Herb Lichnowskiego
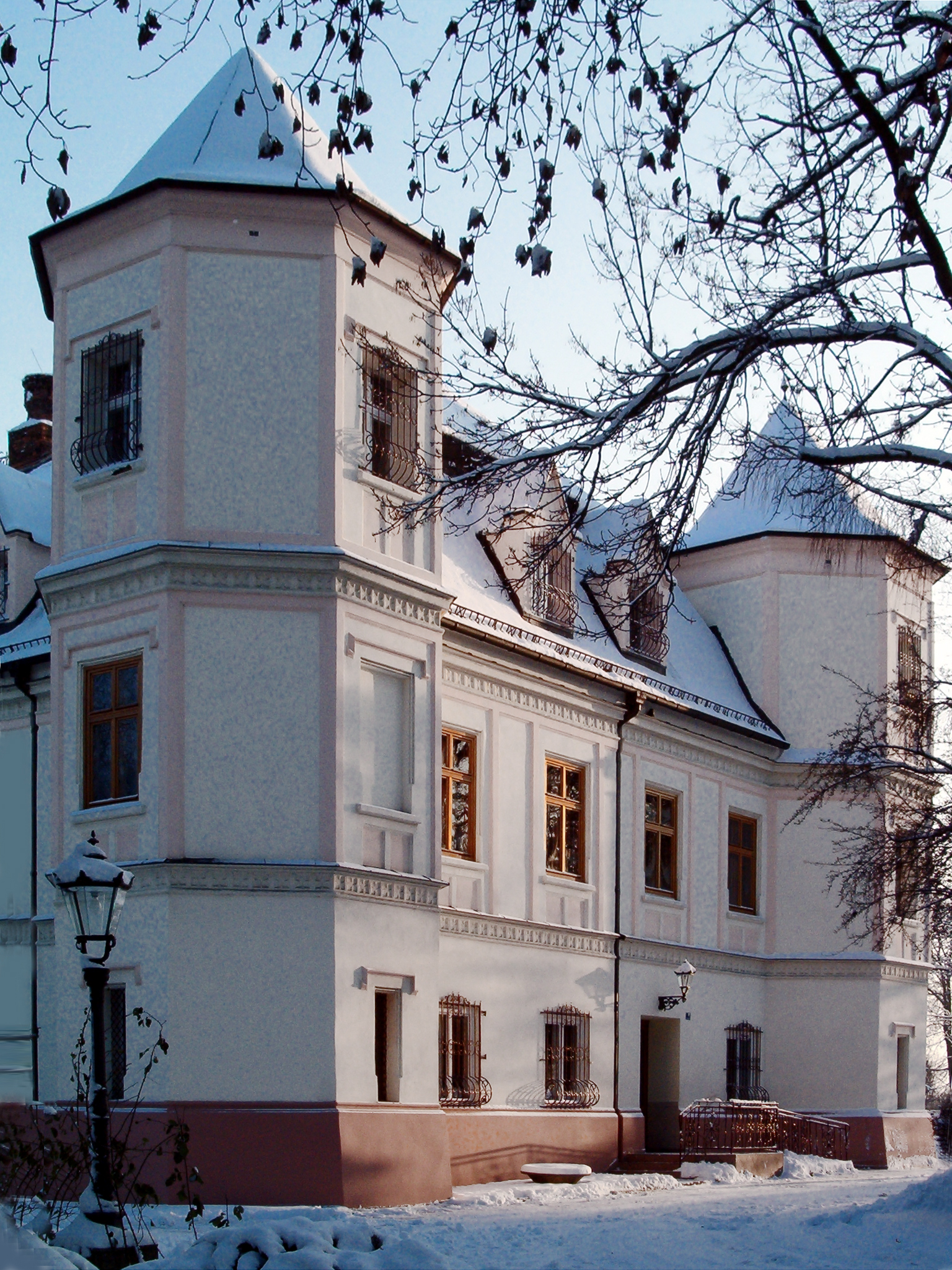
Widok północnego-zachodu
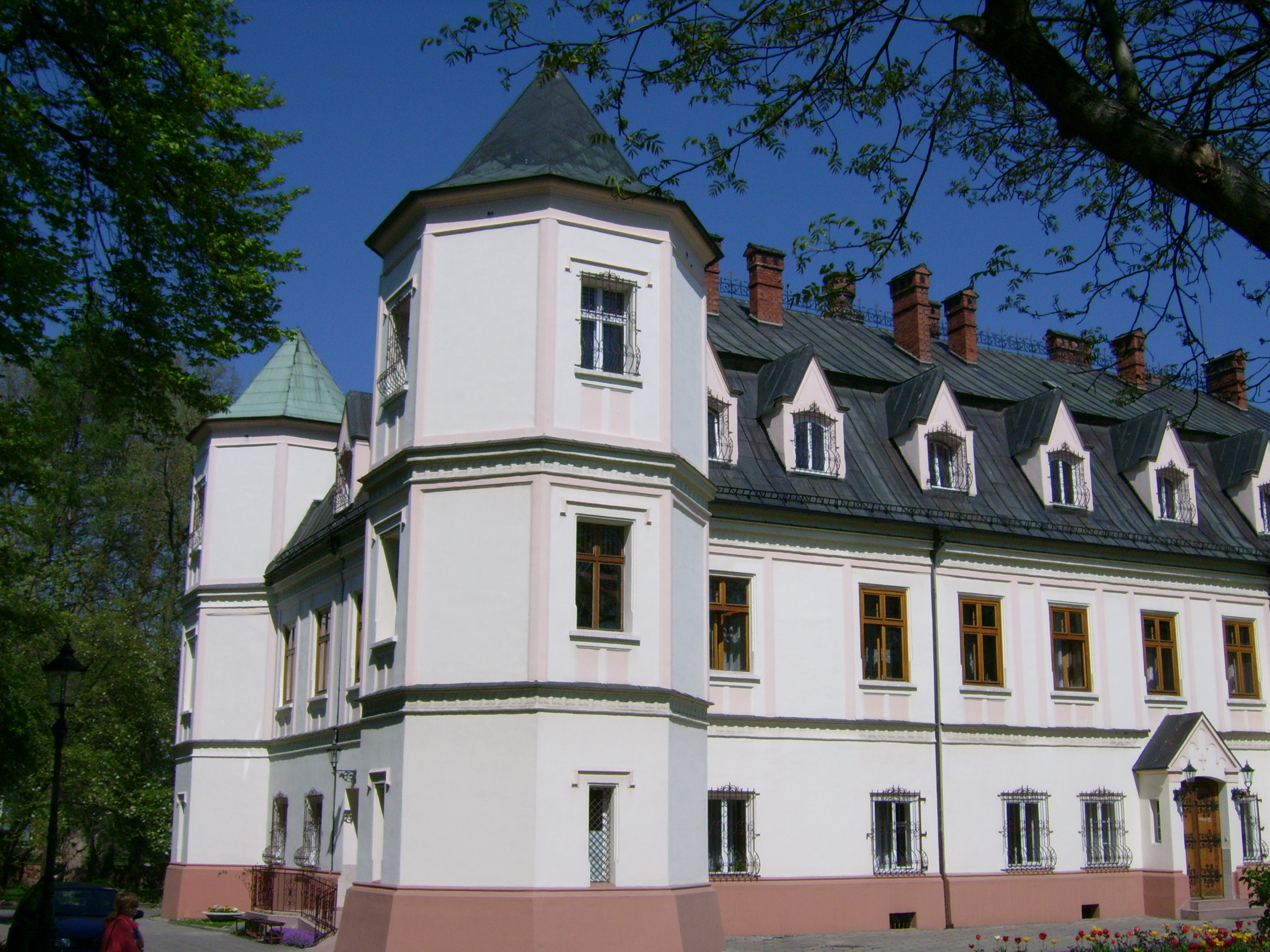
Od południowego-zachodu
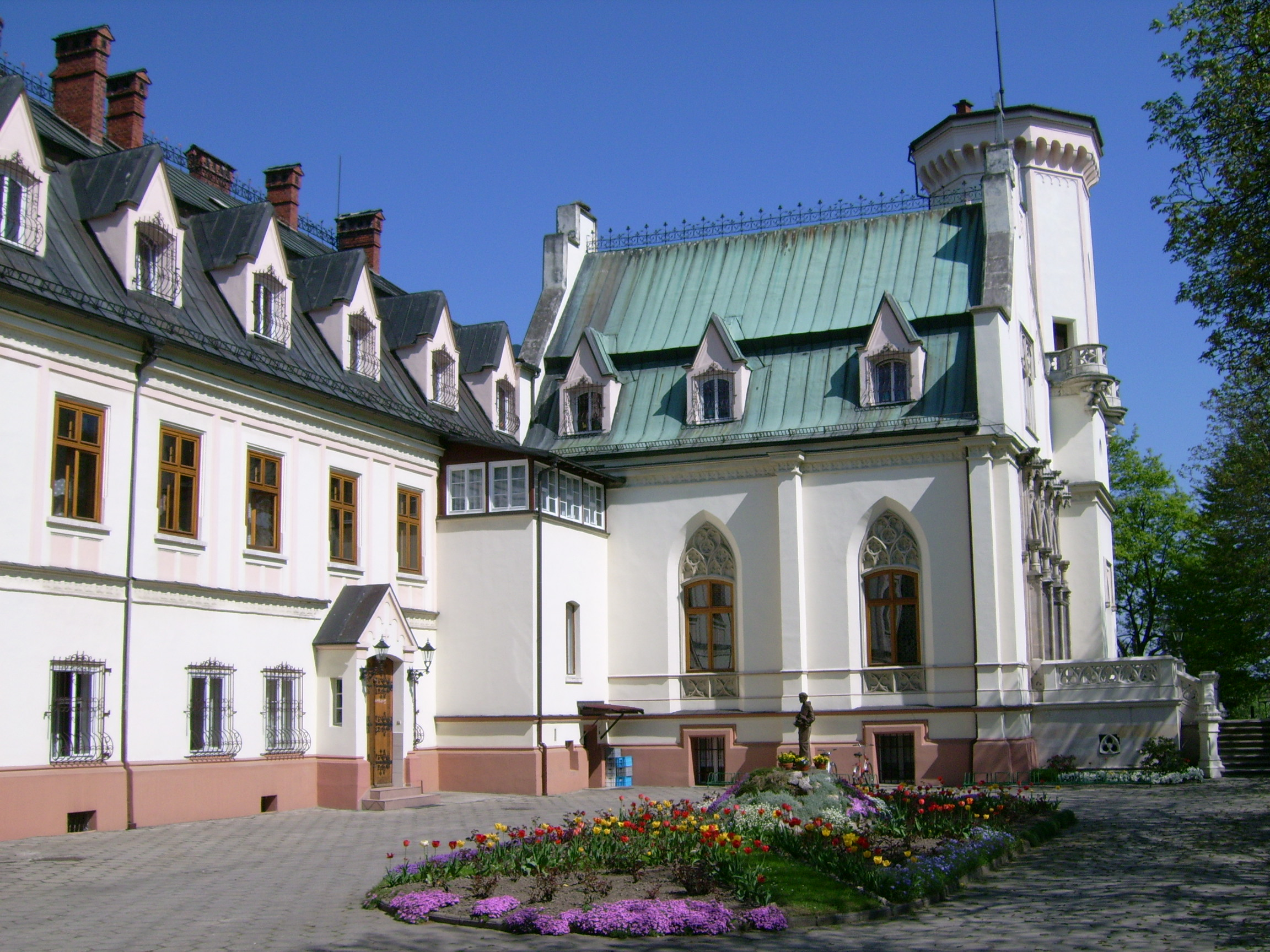
Sala rycerska, obecnie kaplica
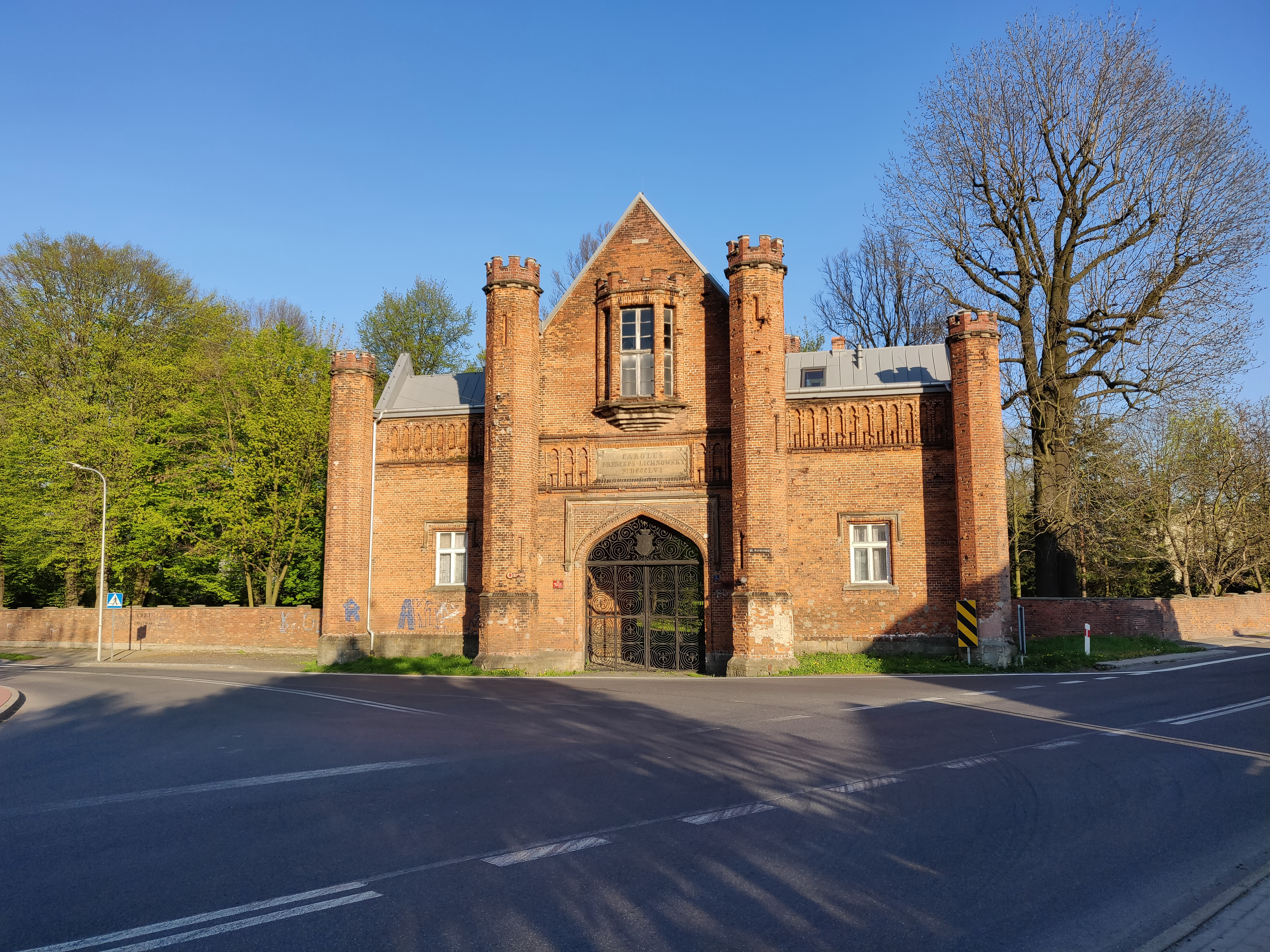
Stróżówka nad bramą